# Caesetius
Genre
Synonymes
- Cydrelichus Pocock, 1900
- Tryssoclitus Simon, 1910

Caesetius est un genre d'araignées aranéomorphes de la famille des Zodariidae.

## Distribution
Les espèces de ce genre se rencontrent en Afrique australe.

## Liste des espèces
Selon World Spider Catalog (version 21.5, 05/09/2020) :
- Caesetius bevisi (Hewitt, 1916)
- Caesetius biprocessiger (Lawrence, 1952)
- Caesetius flavoplagiatus Simon, 1910
- Caesetius globicoxis (Lawrence, 1942)
- Caesetius inflatus Jocqué, 1991
- Caesetius murinus Simon, 1893
- Caesetius politus Simon, 1893
- Caesetius rosei (Bacelar, 1953)
- Caesetius schultzei Simon, 1910
- Caesetius spenceri (Pocock, 1900)

## Publication originale
- Simon, 1893 : Histoire naturelle des araignées. Paris, vol. 1, p. 257-488 (texte intégral).